# Доња Бреаза (Прахова)
Доња Бреаза (рум. Breaza de Jos) насеље је у Румунији у округу Прахова у општини Бреаза. Oпштина се налази на надморској висини од 511 m.

## Становништво
Према подацима из 2002. године у насељу је живело 1968 становника, од којих су сви румунске националности.